# Massimo Rastelli
Massimo Rastelli (Torre del Greco, Nápoles, Italia, 27 de diciembre de 1968) es un exfutbolista y entrenador italiano. Se desempeñaba en la posición de delantero y actualmente entrena al U. S. Avellino de la Serie C de Italia.

## Trayectoria

### Como jugador
Su primer equipo fue el Solofra, con el que debutó en la Serie D. Con 20 años de edad fue adquirido por el Catanzaro de la Serie B. Luego pasó al Mantova (Serie C1), donde marcó 5 tantos. En 1990 fichó por el Lucchese, en el que militó siete temporadas en la Serie B, llegando a la cuota de 14 goles al término de la temporada 1995/96.
En 1997, por fin, debutó en la Serie A con la camiseta del Piacenza, disputando 31 partidos con dos goles. Se quedó en el conjunto emiliano hasta el 2001, logrando dos permanencias en la máxima división italiana y el ascenso desde la Serie B a la A en la temporada 2000/01. En el agosto del 2001 pasó al Napoli: en las filas partenopeas jugó 32 partidos y realizó 6 goles. El año siguiente disputó su última temporada en la Serie A, como reserva en el Reggina. En el 2003 volvió a la Serie B, jugando en el Como en calidad de titular.
En el 2004 fue transferido al Avellino, donde logró una ascenso a la Serie B. Tras una última temporada en la segunda división italiana, concluyó su larga carrera, con casi 40 años de edad, en las filas de dos equipos de su natal Ciudad metropolitana de Nápoles: el Sorrento (del que fue capitán y donde logró un ascenso a la Lega Pro Prima Divisione) y el Juve Stabia.

### Como entrenador
Su debut como entrenador se produjo en el 2009, en el banquillo de su último club como jugador, el Juve Stabia, recién descendido a la Lega Pro Seconda Divisione. Al término de la temporada, logró llevar al equipo otra vez a la Lega Pro Prima Divisione. 
El 13 de octubre del 2010, después de siete fechas de liga, fue contratado por el 
Brindisi de la Lega Pro Seconda Divisione, para que reemplazara al cesado Carlo Florimbi.
En el verano del 2011, pasó al banquillo del Portogruaro.
En el 2012, se convirtió en el entrenador del Avellino. Con los "lobos" blanquiverdes ganó la Lega Pro Prima Divisione y la Supercopa de esta liga. En la temporada 2014-15 llevó al Avellino a las semifinales de los playoffs de ascenso a la Serie A. 
El 12 de junio de 2015, rescindió el contrato con el club campano y fichó por el Cagliari, donde ganó la liga de Serie B y en consecuencia ascendió a la Serie A. Logró la permanencia en la élite en la temporada 2016-17, obteniendo la 12.ª posición de la clasificación; pero terminó siendo despedido el 17 de octubre de 2017, tras sumar 6 puntos en las 8 primeras jornadas de la Serie A 2017-18.

## Clubes

### Como jugador
| Club                    | País   | Año       |
| ----------------------- | ------ | --------- |
| A. C. Solofra           | Italia | 1987-1988 |
| U. S. Catanzaro         | Italia | 1988-1989 |
| A. C. Mantova           | Italia | 1989-1990 |
| A. S. Lucchese Libertas | Italia | 1990-1997 |
| Piacenza F. C.          | Italia | 1997-2001 |
| S. S. C. Napoli         | Italia | 2001-2002 |
| Reggina Calcio          | Italia | 2002-2003 |
| Calcio Como             | Italia | 2003-2004 |
| U. S. Avellino          | Italia | 2004-2006 |
| Sorrento Calcio         | Italia | 2006-2008 |
| S. S. Juve Stabia       | Italia | 2008-2009 |

### Como entrenador
| Club                       | País   | Año       |
| -------------------------- | ------ | --------- |
| S. S. Juve Stabia          | Italia | 2009-2010 |
| Football Brindisi 1912     | Italia | 2010-2011 |
| Calcio Portogruaro-Summaga | Italia | 2011-2012 |
| A. S. Avellino             | Italia | 2012-2015 |
| Cagliari Calcio            | Italia | 2015-2017 |
| U. S. Cremonese            | Italia | 2018-2020 |
| S.P.A.L.                   | Italia | 2021      |
| Pordenone Calcio           | Italia | 2021      |
| U. S. Avellino             | Italia | 2022-Act. |

## Palmarés como entrenador

### Campeonatos nacionales
| Título                                | Club              | País   | Año     |
| ------------------------------------- | ----------------- | ------ | ------- |
| Lega Pro Seconda Divisione            | S. S. Juve Stabia | Italia | 2009-10 |
| Lega Pro Prima Divisione              | A. S. Avellino    | Italia | 2012-13 |
| Supercoppa di Lega di Prima Divisione | A. S. Avellino    | Italia | 2013    |
| Serie B                               | Cagliari Calcio   | Italia | 2015-16 |